# Vicky Tchong

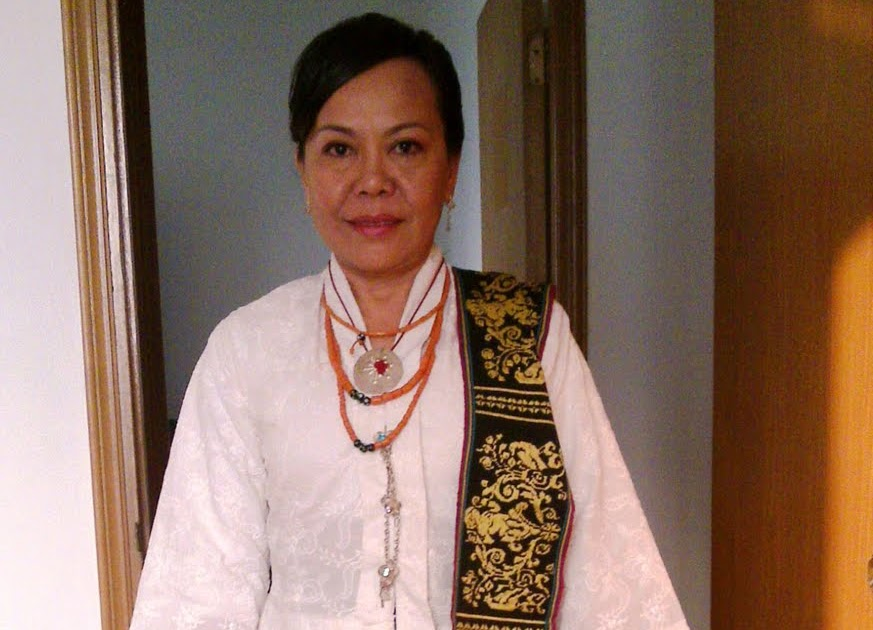
Vicky Tchong (2019)

Vicky Fun Ha Tchong (chinesisch 张芬霞) ist eine osttimoresische Diplomatin.

## Werdegang
Wie viele Angehörige der chinesischen Minderheit auf Timor verbrachte Tchong die indonesische Besatzung Osttimors im australischen Exil, bevor sie nach 17 Jahren nach Osttimor zurückkehrte. Vor ihrer Tätigkeit für das Außenministerium Osttimors arbeitete sie für die East Timor Humanitarian Response Group (ETHRG), die Flüchtlinge bei der Rückkehr nach Osttimor unterstützte.
2002 wurde Olímpio Branco, der bisherige Generalsekretär des Außenministeriums Osttimors, neuer stellvertretender Außenminister. Von September an ersetzte ihn zunächst ein Exekutivteam, das im Rotationsprinzip alle vier Monate den Posten übernahm. Dieses bestand aus Nelson Santos, als Direktor für bilaterale Beziehungen, Vicky Tchong, Verwaltungsdirektorin und Leiterin der Konsularabteilung und Roberto Soares, Direktor für regionale Angelegenheiten. Zum 1. Januar 2004 wurde Santos zunächst ad interim zum alleinigen Generalsekretär ernannt; Tchong wurde Vize-Generalsekretärin.
Später ging Tchong als Beraterin an die osttimoresische Botschaft in Peking, wo Olímpio Branco seit 2005 der erste osttimoresische Botschafter in der Volksrepublik China war. 2008 kehrte sie aber nach Osttimor zurück und wurde nun Generalsekretärin des Außenministeriums Osttimors, der höchsten Position hinter Außenminister Zacarias da Costa. Im selben Jahr wurde sie Mitglied der Arbeitsgruppe zur Schaffung der Comissão da Função Pública (CFP), die 2009 ihre Arbeit aufnahm.
Am 26. November 2010 wurde Tchong zur osttimoresischen Botschafterin in der Volksrepublik China ernannt und folgte damit Olímpio Branco. Ihre Akkreditierung übergab Tchong an Chinas Präsident Hu Jintao am 15. Februar 2011. Ihr Nachfolger als Botschafter, Bendito Freitas, wurde am 15. November 2015 ernannt und übergab seine Akkreditierung am 29. Februar 2016.
Tchong ist nun im Außenministerium Generaldirektorin für multilaterale Beziehungen.